# (3681) Боян
(3681) Боян (лат. Boyan) — типичный астероид главного пояса, открыт 27 августа 1974 года советским астрономом Людмилой Черных в Крымской астрофизической обсерватории и 27 июня 1991 года назван в честь Бояна.

## Обнаружение и именование
(3681) Боян
Открыт 27 августа 1974 года в Научном Л. И. Черных.
Назван в честь вещего Бояна, легендарного древнерусского сказителя и поэта-певца.
Оригинальный текст (англ.)3681 Boyan
Discovered 1974-08-27 by Chernykh, L. at Nauchnyj.
Named for Wise Boyan, the legendary old Russian stroy-teller and bard.
Источники: DISCOVERY.DB; M.P.C. 18453.

## Орбита

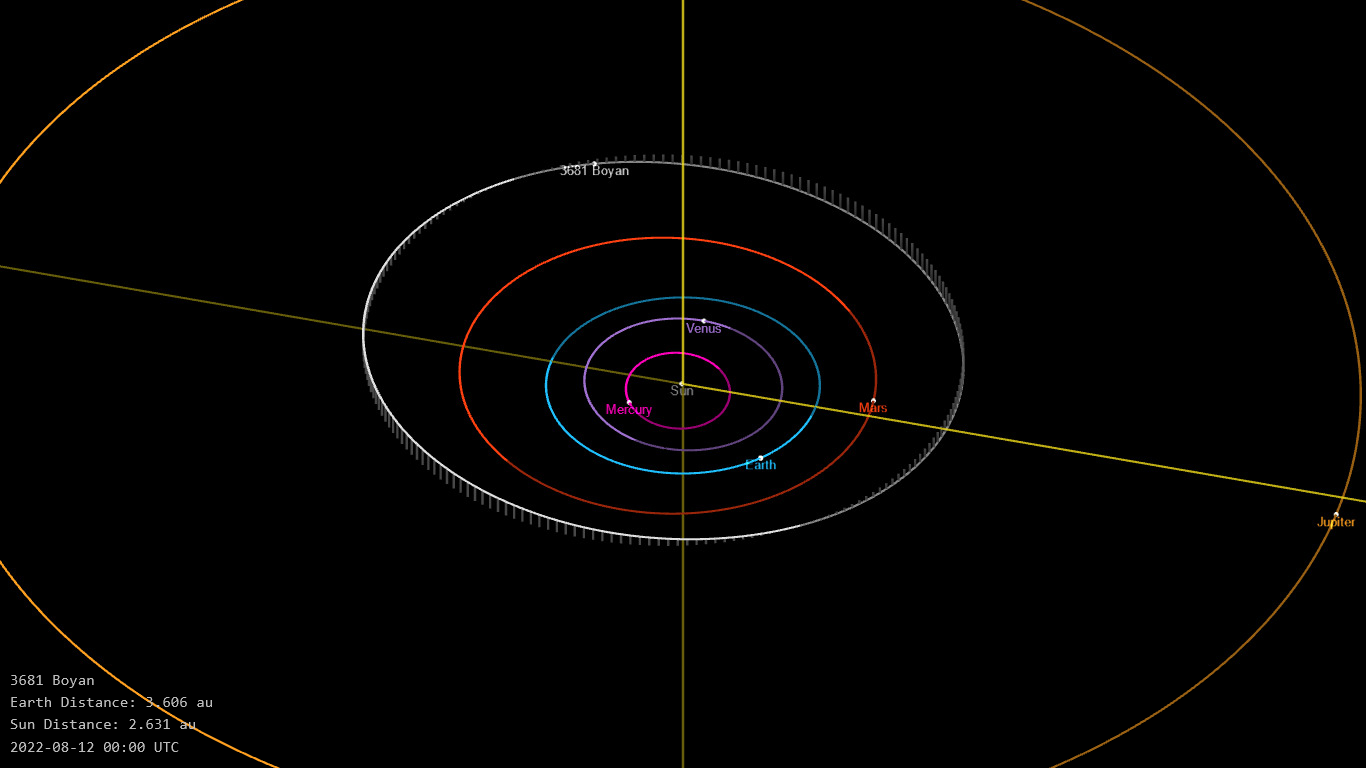
Орбита астероида Боян и его положение в Солнечной системе

## Физические характеристики
Из наблюдений телескопа VISTA следует, что астероид относится к таксономическому классу S.
По результатам наблюдений в видимом и ближнем инфракрасном диапазоне космического телескопа NEOWISE диаметр астероида оценивался равным 4,575±0,045 км, 4,70±0,78 км и 6,25±1,90 км. Согласно тем же источникам альбедо оценивается как 0,2799±0,0407, 0,29±0,17, 0,16±0,08 и 0,280±0,041.